# Élections législatives curaciennes de 2025
Les élections législatives curaciennes de 2025 ont lieu le 21 mars 2025 afin de renouveler les membres du parlement de Curaçao, un État constitutif du Royaume des Pays-Bas.
Le scrutin est marqué par une nouvelle victoire du parti indépendantiste Mouvement pour le futur de Curaçao (MKP), qui arrive en tête et remporte la majorité absolue avec 13 sièges, une première dans l'histoire de l'île.

## Contexte
Les élections législatives de mars 2021 voient une alternance. La coalition sortante essuie une importante défaite, le Parti de la vraie alternative (PAR) et le Mouvement Antilles nouvelles (MAN) perdant une bonne partie de leurs sièges, tandis que le Parti de l'innovation nationale (PIN) perd toute représentation au parlement. Le scrutin voit la victoire du parti indépendantiste Mouvement pour l'avenir de Curaçao (MFK), qui arrive en tête et remporte à lui seul près de la moitié des sièges.
Son dirigeant Gilmar Pisas est par conséquent nommé formateur par la gouverneure Lucille George-Wout. Le 26 mars 2021, il signe un accord pour un gouvernement de coalition réunissant le MFK et le Parti national du peuple (PNP). Le nouveau gouvernement Pisas est investi le 14 juin.

## Système politique et électoral
L'île de Curaçao est une île néerlandaise des Caraïbes organisée sous la forme d'une monarchie parlementaire. L'île forme un État du Royaume des Pays-Bas à part entière depuis la dissolution de la fédération des Antilles néerlandaises en 2010. Le roi Willem-Alexander en est nominalement le chef de l'État et y est représenté par un gouverneur.
Le Parlement est monocaméral. Son unique chambre, appelée États de Curaçao, est composée de 21 représentants élus pour 4 ans au scrutin proportionnel plurinominal dans une unique circonscription. Les États de Curaçao nomment le Premier ministre et les membres du Conseil des ministres qu'il dirige. Ce même Premier ministre propose au souverain un candidat au poste de gouverneur de Curaçao, représentant de la couronne nommé pour six ans.

### Primaires
À Curaçao, le mode de scrutin à la proportionnelle n'a pas recours à un seuil électoral mais à un système de primaires où l'ensemble de la population peut voter pour l'un des nouveaux partis. Seuls peuvent ainsi se présenter aux élections les partis ayant déjà un ou plusieurs députés au parlement, ou ayant franchi lors de ces primaires un quorum de voix fixé à 1 % du total des suffrages exprimés lors des précédentes élections, soit ici 848 voix.
Quatorze partis s'inscrivent pour concourir aux élections de 2021, dont huit non représentés au parlement qui participent ainsi aux primaires organisées les 1er et 2 février 2024. Sur les huit, seulement deux franchissent le seuil exigé.
| Curaçao meilleure                                | 1 522 |  |  |  |
| Mouvement pour la cause                          | 1 006 |  |  |  |
| Quorum de 848 voix                               |       |  |  |  |
| Union et progrès                                 | 720   |  |  |  |
| Mouvement curacien pour le développement durable | 525   |  |  |  |
| Peuple souverain                                 | 466   |  |  |  |
| Parti des retraités                              | 165   |  |  |  |
| Mouvement des droits civiques de Curaçao         | 84    |  |  |  |
| Nouvelle ère pour Curaçao                        | 52    |  |  |  |
|                                                  |       |  |  |  |
| Votes valides                                    | 4 540 |  |  |  |
| Votes blancs                                     | 0     |  |  |  |
| Votes nuls                                       | 83    |  |  |  |
| Total                                            | 4 623 |  |  |  |

## Résultats
|                          |                                                                        |         |       |       |        |               |
| Parti                    | Parti                                                                  | Voix    | %     | +/-   | Sièges | +/-           |
|                          | Mouvement pour l'avenir de Curaçao (MFK)                               | 41 638  | 55,22 | 27,46 | 13     | 4             |
|                          | Parti national du peuple (PNP)                                         | 12 297  | 16,31 | 3,86  | 4      | en stagnation |
|                          | Parti de la vraie alternative (PAR)                                    | 7 561   | 10,03 | 3,85  | 2      | 2             |
|                          | Mouvement Antilles nouvelles-Parti de l'innovation nationale (MAN-PIN) | 6 378   | 8,46  | 2,03  | 2      | en stagnation |
|                          | Curaçao est la meilleure (KEM)                                         | 2 526   | 3,35  | 2,00  | 0      | 1             |
|                          | Mouvement pour la cause (MKP)                                          | 1 846   | 2,45  | 0,44  | 0      | en stagnation |
|                          | Travaillons pour Curaçao (TPK)                                         | 1 616   | 2,14  | 3,06  | 0      | 1             |
|                          | Curaçao meilleure (MK)                                                 | 1 540   | 2,04  | Nv.   | 0      | en stagnation |
|                          |                                                                        |         |       |       |        |               |
| Votes valides            | Votes valides                                                          | 75 402  | 98,00 |       |        |               |
| Votes blancs             | Votes blancs                                                           | 233     | 0,30  |       |        |               |
| Votes nuls               | Votes nuls                                                             | 1 302   | 1,69  |       |        |               |
| Total                    | Total                                                                  | 76 937  | 100   | –     | 21     | en stagnation |
| Abstentions              | Abstentions                                                            | 34 995  | 31,26 |       |        |               |
| Inscrits / participation | Inscrits / participation                                               | 111 932 | 68,74 |       |        |               |

## Analyse et conséquences
Le MFK, parti du Premier ministre sortant Gilmar Pisas, remporte une victoire écrasante avec 55,2 % des voix et 13 des 21 sièges à pourvoir aux États. L'obtention de la majorité absolue est une première pour un parti politique dans l'histoire de l'île. Le PNP, partenaire du MFK dans le gouvernement sortant, maintient ses quatre sièges, tandis que le PAR voit sa représentation parlementaire réduite de moitié, n'en conservant que deux.